# Freddy Breck
Freddy Breck, all'anagrafe Gerhard Breker (Sonneberg, 21 gennaio 1942 – Rottach-Egern, 17 dicembre 2008), è stato un cantante, compositore e showman tedesco.
Cantante dedito principalmente ai generi pop-Schlager e professionalmente in attività a partire dalla fine degli anni sessanta, nel corso della sua carriera discografica, si aggiudicò 35 dischi d'oro e 5 dischi di platino, ottenuti in vari Paesi quali Germania, Belgio, Paesi Bassi, Portogallo, Paesi scandinavi, Canada, Giappone, Sudafrica; tra i suoi brani di maggiore successo, figurano Bianca, Dream Girl, Rote Rosen, Überall auf der Welt. Compose inoltre brani e produsse dischi per la moglie, la cantante Astrid Breck, con la quale per molti anni formò anche un duo.

## Biografia

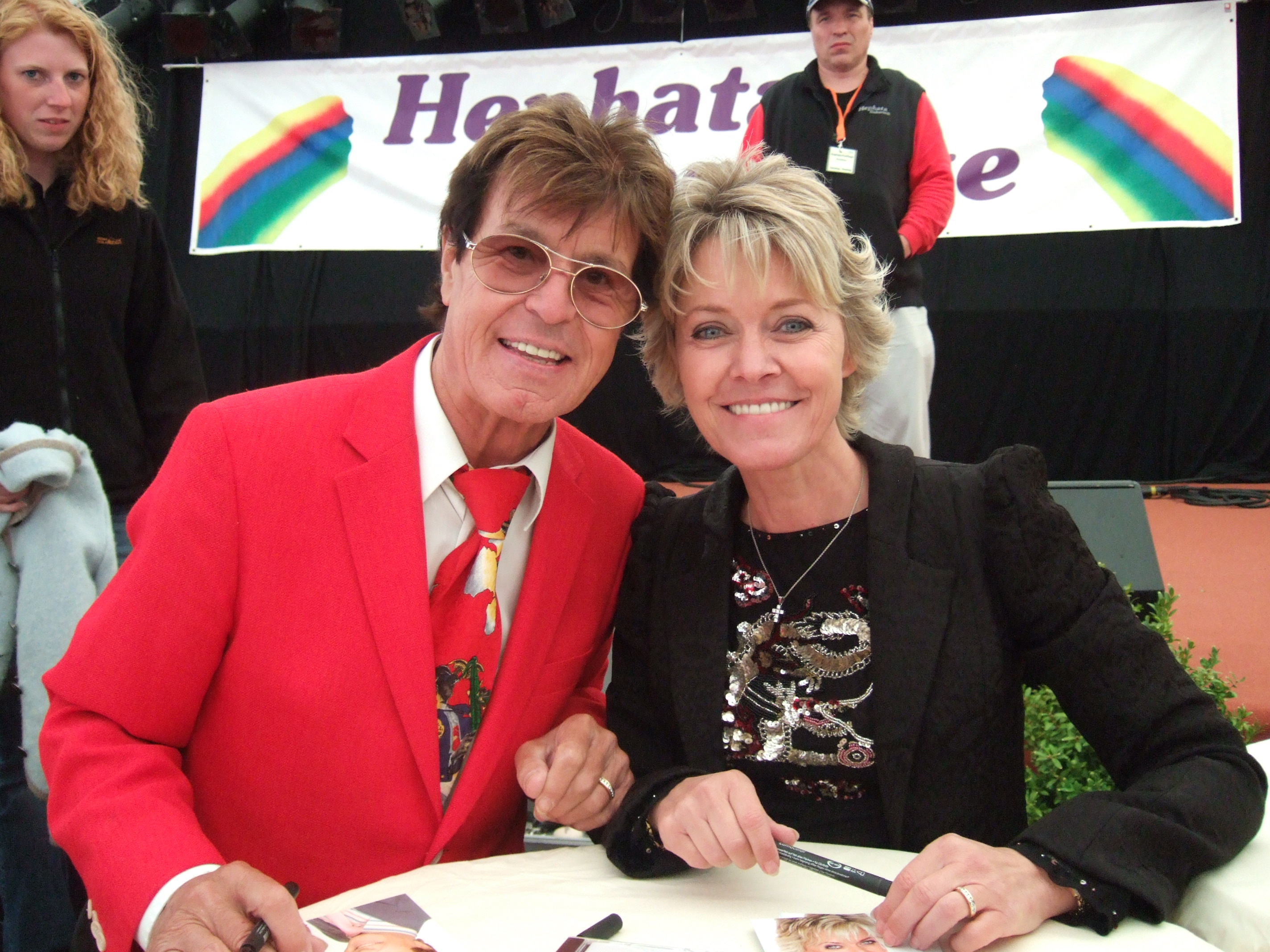
Freddy Breck assieme alla moglie Astrid

Gerhard Breker, in seguito noto come Freddy Breker, nacque a Sonneberg, nell'ex-Germania Est, il 21 gennaio 1942, ma crebbe a Hagen.
Intraprese la propria carriera professionistica nel 1969 presso il CORNET Studio di Colonia. In quel periodo pubblicò il suo primo singolo di successo, intitolato Dream Girl.
In seguito iniziò ad incidere dischi ispirati a brani di musica classica e lirica, come Überall auf der Welt, una versione in lingua tedesca del coro del Nabucco di Giuseppe Verdi . Questo brano gli valse nel 1972 il disco d'oro.
Dal 1980 compose brani per artisti quali Nina & Mike e Kastelruther Spatzen.
Negli anni 80 animò alcuni varietà televisivi e fu anche conduttore di trasmissioni radiofoniche.
Nel 1989 sposò Astrid, con la quale formò un duo tra la fine degli anni novanta e il 2006, anno in cui lei optò per la carriera da solista.
Morì nella sua casa di Rottach-Egern, sul Tegernsee (Baviera) per un cancro ai polmoni il 17 dicembre 2008.

## Discografia parziale

### Album
- 1972: Überall auf der Welt
- 1973: Rote Rosen für Dich
- 1974: Years of Love
- 1974: Die Welt ist voll Musik
- 1975: Mit einem bunten Blumenstrauß
- 1975: Zijn grootste successen
- 1976: Der weiße Flieder
- 1977: Freddy Breck singt die schönsten Weihnachtslieder
- 1977: Die Sterne steh'n gut
- 1977: Mach was Schönes aus diesem Tag
- 1977: Freddy Breck
- 1981: Rosen im Schnee
- 1988: Singt Volkslieder, die jeder kennt
- 1992: Die schönsten Weihnachtslieder